# Internazionali Tennis Val Gardena Südtirol 2013
Gli Internazionali Tennis Val Gardena Südtirol 2013 sono stati un torneo di tennis facente parte della categoria ATP Challenger Tour nell'ambito dell'ATP Challenger Tour 2013. È stata la 4ª edizione del torneo che si è giocato a Ortisei in Italia dal 4 al 10 novembre 2013 su campi in cemento indoor e aveva un montepremi di $64,000.

## Partecipanti singolare

### Teste di serie
| Nazionalità | Giocatore          | Ranking* | Testa di serie |
| ----------- | ------------------ | -------- | -------------- |
| Italia      | Andreas Seppi      | 25       | 1              |
| Polonia     | Michał Przysiężny  | 65       | 2              |
| Israele     | Dudi Sela          | 70       | 3              |
| Germania    | Benjamin Becker    | 73       | 4              |
| Russia      | Tejmuraz Gabašvili | 95       | 5              |
| Paesi Bassi | Jesse Huta Galung  | 102      | 6              |
| Italia      | Matteo Viola       | 125      | 7              |
| Canada      | Frank Dancevic     | 132      | 8              |

- Ranking al 28 ottobre 2013.

### Altri partecipanti
Giocatori che hanno ricevuto una wild card:
- Matteo Donati
- Farrukh Dustov
- Patrick Prader
- Andreas Seppi

Giocatori che sono passati dalle qualificazioni:
- Richard Becker
- Andrés Artuñedo
- Nikola Mektić
- Alexander Ritschard

Giocatori che hanno ricevuto un entry come special exempt:
- Tim Pütz

## Vincitori

### Singolare
Andreas Seppi ha battuto in finale  Simon Greul con il punteggio di 7–6(4), 6–2.

### Doppio
Christopher Kas /  Tim Pütz hanno battuto in finale  Benjamin Becker /  Daniele Bracciali con il punteggio di 6–2, 7–5.